# دان كيلنر
دان كيلنر (بالإنجليزية: Dan Kellner)‏ هو مبارز بالسيف أمريكي، ولد في 16 أبريل 1976 في ليفنجستون ‏ في الولايات المتحدة.

## وصلات خارجية
- دان كيلنر على موقع الاتحاد الدولي للمبارزة (الإنجليزية)
- دان كيلنر على موقع اللجنة الأولمبية الدولية (الإنجليزية)
- دان كيلنر على موقع أوليمبيديا (الإنجليزية)
- دان كيلنر على موقع اللجنة الأولمبية والبارالمبية الأمريكية (الإنجليزية)